# Aérides
Aérides (en grec moderne : Αέρηδες) est un quartier ancien d’Athènes en Grèce. Il 
prend son nom de la tour des Vents (Aérides), implantée dans ce quartier. Aérides se situe en contrebas de l’Acropole et en bordure du quartier Pláka. 